# Chromodorididae
Los Chromodorididae o babosas de mar son una familia de moluscos nudibranquios.

## Géneros
El Registro Mundial de Especies Marinas acepta los siguientes géneros en la familia:
- Ardeadoris Rudman, 1984
- Berlanguella Ortea, Bacallado & Valdés, 1992
- Cadlinella Thiele, 1931
- Ceratosoma A. Adams & Reeve, 1850
- Chromodoris Alder & Hancock, 1855
- Diversidoris Rudman, 1987
- Doriprismatica d'Orbigny, 1839
- Felimare Ev. Marcus & Er. Marcus, 1967
- Felimida Ev. Marcus, 1971
- Glossodoris Ehrenberg, 1831
- Goniobranchus Pease, 1866
- Hypselodoris Stimpson, 1855
- Mexichromis Bertsch, 1977
- Miamira Bergh, 1874
- Thorunna Bergh, 1878
- Tyrinna Bergh, 1898
- Verconia Pruvot-Fol, 1931

- Hemidoris Stimpson, 1855 (taxon inquirendum)
- Chromocadlina Odhner in Franc, 1968 (nomen nudum)

Habiendo reclasificado los siguientes géneros:
- Actinodoris Ehrenberg, 1831 aceptado como Chromodoris Alder & Hancock, 1855
- Babaina Odhner in Franc, 1968 aceptado como Thorunna Bergh, 1878
- Brachychlanis Ehrenberg, 1831 aceptado como Hypselodoris Stimpson, 1855
- Brachyclanis [sic] aceptado como Hypselodoris Stimpson, 1855
- Casella H. Adams & A. Adams, 1854 aceptado como Glossodoris Ehrenberg, 1831
- Chromolaichma Bertsch, 1977 aceptado como Glossodoris Ehrenberg, 1831
- Crepidodoris Pagenstecher, 1877 aceptado como Doriprismatica d'Orbigny, 1839
- Digidentis Rudman, 1984 aceptado como Thorunna Bergh, 1878
- Diversadoris [sic] aceptado como Diversidoris Rudman, 1987
- Durvilledoris Rudman, 1984 aceptado como Mexichromis Bertsch, 1977
- Jeanrisbecia Franc, 1968 aceptado como Hypselodoris Stimpson, 1855
- Lissodoris Odhner, 1934 aceptado como Goniobranchus Pease, 1866
- Noumea Risbec, 1928 aceptado como Verconia Pruvot-Fol, 1931
- Orodoris Bergh, 1875 aceptado como Miamira Bergh, 1874
- Pectenodoris Rudman, 1984 aceptado como Mexichromis Bertsch, 1977
- Pterodoris Ehrenbegh, 1831 aceptado como Hypselodoris  Stimpson, 1855
- Risbecia Odhner, 1934 aceptado como Hypselodoris Stimpson, 1855
- Rosodoris Pruvot-Fol, 1954 aceptado como Glossodoris Ehrenberg, 1831